# Emil Zuckerkandl
Ne doit pas être confondu avec Émile Zuckerkandl.
Emil Zuckerkandl, né le 1er septembre 1849 à Győr en Hongrie, et mort le 28 mai 1910 à Vienne en Autriche, est un médecin et anatomiste hongrois.

## Biographie
Zuckerkandl est né à Győr le 1er septembre 1849, dans une famille juive. Il a deux frères : l'industriel Victor Zuckerkandl et l'urologue Otto Zuckerkandl (1861–1921).
Il fait ses études de médecine à l'université de Vienne (docteur en 1874). Il est un étudiant admiratif de Joseph Hyrtl ainsi qu'un assistant en anatomie auprès de Carl von Rokitansky (1804–1878) et Karl Langer (1819–1887). En 1875, il devient privat-docent en anatomie à l'université d'Utrecht, et est nommé professeur assistant à l'université de Vienne en 1879, puis professeur à Graz en 1882. À partir de 1888, il est professeur d'anatomie descriptive et topographique à l'université de Vienne.
Il mène des recherches dans presque tous les domaines de la biomorphologie, apportant des contributions à l'anatomie normale et pathologique de la cavité nasale, à l'anatomie du squelette facial, aux vaisseaux sanguins, au cerveau, aux cellules chromaffines, etc. Il décrit l'organe de Zuckerkandl.
Il se marie à l'écrivaine, journaliste et critique galicienne-autrichienne Berta Szeps. La maison du couple devient un lieu de rencontre populaire pour l'avant-garde dans les arts et les sciences; parmi leurs invités figuraient le sculpteur Auguste Rodin (1840–1917), le peintre Gustav Klimt (1862–1918), l'architecte Otto Wagner (1841–1918), l'écrivain Hermann Bahr (1863–1934), le dramaturge Arthur Schnitzler (1862–1931) et le compositeur Gustav Mahler (1860–1911).